# Špitál (Kounice)
Bývalý špitál stojí při silnici II/272 ve východní části městysu Kounice v okrese Nymburk. Jedná se o barokní stavbu z let 1677–1680, jež je od 25. července 1997 kulturní památkou.

## Historie a popis
Nárožní objekt špitálu se nachází ve východní části historické zástavby městysu. Náležel k většímu komplexu budov, z nichž tvoří jedinou dochovanou část. Základy byly položeny v roce 1677 za hraběte Arnošta Ferdinanda Leopolda de Suys, dokončen byl za jeho manželky Kláry Františky z Thun-Hohensteinu. To dokládaly dvě tabule ve zdi špitálu: „Illustrissimus D. D. Arnestus Ferdinandus Leopoldus Comes de Suys, Dominus in Kauniczet Korych (?), S. C. M. actualis Cammerarius et Legionis Bar. de La Borde Locumtenens, Hospitale hoc inchoavit et propriis sumptibus exstrui curavit. A, D, MDCLXXVII“ a „Illustrissima D. D. Clara Francisca Comitissa de Suys, nata Comitissa de Thun, Hospitale hoc ad intentionem sui defuncti Domini Consortis superstes vidua fieri curavit. A. D. MDCLXXX.“
Roku 1763 byla dokončena přestavba stavebně narušeného objektu, jenž byla financována vévodkyní Savojskou z Lichtensteinu. V objektu na obdélném půdorysu se zachovala původní trojtraktová dispozice a řada architektonických detailů, z nichž však nespočet padl za oběť neschváleným stavebním úpravám (zejm. v interiéru, na dvorním průčelím a bráně). V jižním traktu se ale dochovala kuchyně s topeništěm a trámovým stropem a překládaným záklopem. Vstup je zasazen do podélního průčelí, jenž celkově čítá jedenáct os. Boční průčelí jsou trojosá s hladkou fasádou, ukončenou korunní římsou a trojúhelníkovým štítem, umístěným nad vchodem. Objekt je v soukromém vlastnictví a nevyužíván.